# Жуков Костянтин Миколайович
Жуков Костянтин Миколайович (* 1873 — † 7 березня 1940 Харків) — видатний український архітектор, теоретик і практик неоукраїнського стилю (чи пак українського модерну).

## Життєпис
У 1897 році закінчив Московське училище живопису, скульптури та архітектури. Працював у Пензенському художньому училищі.
1899 року училищем був скерований на практичний курс до Італії, Німеччини, Франції, Швейцарії.
На початку 1900-х років побудував кілька споруд у Криму. З 1909 року працював у Харкові, спорудив будинки реального та художнього училищ (1911—1913) — плани розробив художник Михайло Федорович Піскунов, житлові будинки у Вовчанську. У тому часі був одним з найбільш активних учасників Українського художньо-архітектурного відділу Харківського літературно-художнього гуртка, очолюваного С. І. Васильківським, учасниками якого також були професор-історик Д. І. Багалій, архітектор О. М. Гінзбург, художники М. С. Самокиш та С. П. Тимошенко.
Однією з головних робіт є проєкт фасаду будівлі Харківського художнього училища. Особливістю цього проєкту була необхідність його розробки для вже розпочатого будівництва училища архітектором Піскуновим М. Ф. Реалізація проєкту фасаду у 1913 році стала початком популяризації українського модерну як архітектурного стилю. Активне обговорювання проєкту проводилося у Харківському літературному-художньому гуртку протягом 1911—1912 років. У проєкті фасаду визначаються певні елементи української дерев'яної хати.
Жуков К. М. у результаті своєї роботи над проєктом фасаду Харківського художнього училища сформував 12 тезисів, що описували концепцію Українського архітектурного модерну, обговорення яких було опубліковано у газеті «Рада» у 1913 році. На його думку, витоком цього стилю стала архітектура дерев'яних церковних споруд. Крім того, він наполягав, що український модерн є відродженням українського архітектурного стилю та має Європейський характер, а не Московський.
У 1924—1937 роках викладач, професор Харківського художнього інституту. З 1925 року проживав на вулиці Примерівській, 23. За його проєктами зведено у стилі констуктивізму Будинок робітників освіти (нині Будинок вчителя), необароко — павільйон з боку Мироносницького скверу — у 1920-х в Харкові.
Автор книги «Український модерн 20-го століття і його стилістичні джерела» — 1935.
1937 року вигнаний з інституту за прив'язаність до модерну. Доживав в убогості, доношував ще дореволюційний одяг.
Трагічно загинув — був зарізаний в трамваї.

## Творчість
- Реальне училище[6] — 1911—1913,
- Художнє училище — 1911—1913, у співавторстві з Піскуновим М. Ф., вулиця Мистецтв, 8, Харків.
- Будинок робітників освіти (нині Будинок вчителя) — 1920-і, в стилі конструктивізму, вулиця Скрипніка, 14, Харків.
- павільйон зі сторони Мироносицького скверу — 1920-х, необароко,
- житлові будинки в Вовчанському повіті (1912—1916) — не збереглися,
- дача Кулижанського в селі Померках — не збереглася,
- дім Базекевича під Кобеляками — не зберігся.

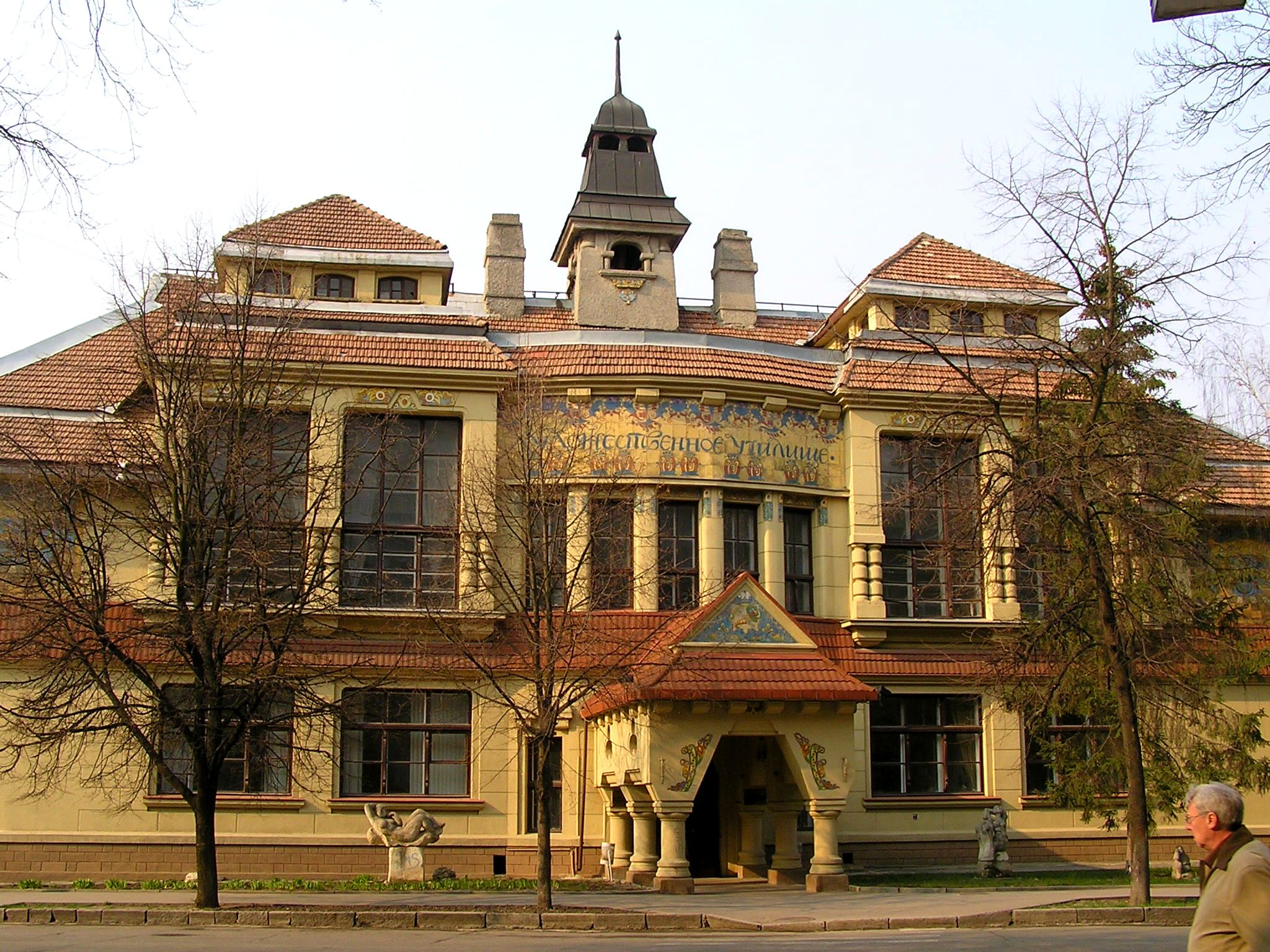
Художнє училище 1913 р., вул. Мистецтв, 8, м. Харків
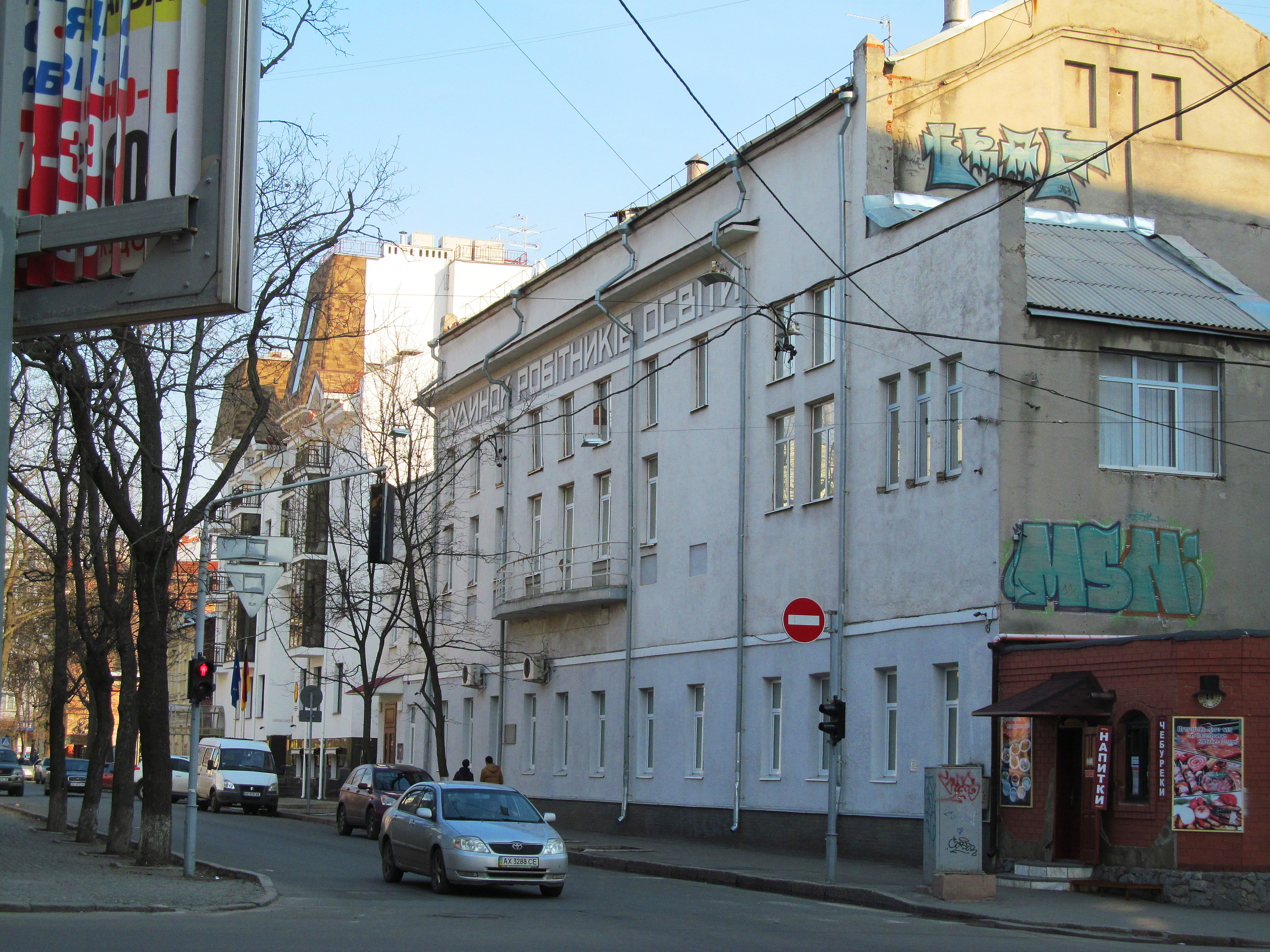
Будинок робітників освіти 1920 р., вул. Скрипніка, 14, м. Харків